# Julie Holm
Julie Holm (* 27. September 2000 in Kalundborg, Dänemark) ist eine dänische Handballspielerin, die für den deutschen Bundesligisten Thüringer HC aufläuft.

## Karriere
Holm lief ab dem Jahr 2017 in der Nachwuchsabteilung des dänischen Vereins Team Tvis Holstebro auf. In der Saison 2019/20 wurde die Rückraumspielerin erstmals in der Damenmannschaft von Team Tvis Holstebro eingesetzt, für die sie zwei Treffer in acht Erstligaspielen erzielte. Im Jahr 2020 wurde die Damenmannschaft aus finanziellen Gründen bei Team Tvis Holstebro ausgelagert und trat fortan unter den Namen Holstebro Håndbold in der höchsten dänischen Spielklasse an. Nachdem die Linkshänderin in der Saison 2021/22 auf Leihbasis für den dänischen Erstligaaufsteiger Ringkøbing Håndbold aufgelaufen war, wechselte sie fest nach Ringkøbing. Zur Saison 2023/24 wurde sie vom dänischen Erstligisten Viborg HK unter Vertrag genommen. Seit dem Sommer 2024 steht sie beim deutschen Erstligisten Thüringer HC unter Vertrag. Mit dem Thüringer HC gewann sie im Jahr 2025 die EHF European League.